# 甲苯
甲苯（英語：Toluene）是一种无色带特殊芳香味的易挥发液体，分子式為C7H8，難溶於水。甲苯是芳香族碳氫化合物的一员，它的很多性质与苯很相像，在现今实际应用中常常替代有相当毒性的苯作为有机溶剂使用，还是一种常用的化工原料，可用于制造噴漆、炸药、农药、苯甲酸、染料、合成树脂及涤纶等。同时它也是汽油的组分之一。

## 历史
1844年甲苯由法国科学家Henri Etienne Sainte-Claire Deville通过对吐鲁香胶的干馏首次制备成功，甲苯的英语名称toluene也由此而来。1861年，德国化学家约瑟夫·威尔布兰特用甲苯作原料，首次合成了不纯的TNT。1880年，高纯度TNT也由甲苯制备成功。1891年，德国开发了以甲苯为基础原料的TNT工业制备法，这种方法经过不断改进后至今仍被使用。

## 物理性质
甲苯是最简单，最重要的芳烃化合物之一。在空气中，甲苯只能不完全燃烧，火焰呈黄色。甲苯的熔点为-95 ℃，沸点为111 ℃。甲苯带有一种特殊的芳香味（与苯的气味类似），在常温常压下是一种无色透明，清澈如水的液体，对光有很强的折射作用（折射率：1.4961）。甲苯几乎不溶于水(0.52 g/l)，但可以和二硫化碳，酒精，乙醚以任意比例混溶，在氯仿，丙酮和大多数其他常用有机溶剂中也有很好的溶解性。甲苯的粘性为0,6 mPa s，也就是说它的粘稠性弱于水。甲苯的热值为40940 kJ/kg，闪点为4 ℃，燃点为535 ℃。

## 自然分布
甲苯是石油的次要成份之一。在煤焦油轻油（主要成分为苯）中，甲苯占百分之十五到二十。我们周围环境中的甲苯主要来自重型卡车所排的尾气（因为甲苯是汽油的成份之一）。许多有机物在不完全燃烧后会产生少量甲苯，最常见的如：烟草。大气层内的甲苯和苯一样，在一段时间后会由空气中的氢氧自由基（OH*)完全分解。

## 制备
在工业生产中主要以石油为原料。在第二次世界大战期间，由于石油供应的匮乏，德国也尝试过用苯或甲醇为原料的制备法。在制备过程中主要的副产品是乙烯和丙烯。每年甲苯的全球产量大约为五百万至一千万吨。从石油中直接提取或将煤炭干馏的方法虽然简单，但都是不经济的。工业上主要采用将石油裂解并将所得到的产物之一正庚烷脱氢成环的方法。
{\displaystyle \mathrm {C_{7}H_{16}\rightarrow C_{7}H_{14}+H_{2}\rightarrow C_{7}H_{8}+4\,H_{2}} }
正庚烷的脱氢成环反应: 正庚烷将先脱氢生成甲基环己烷，然后被进一步氧化为甲苯。
此外，环庚三烯可由光化学的方法直接转化为甲苯。

## 化学性质
甲苯在一般条件下性质十分稳定，但同酸或氧化剂却能激烈反应。它的化学性质类似于苯酚和苯，反应活性则介于两者之间。甲苯能腐蚀塑料，因而必须被存放在玻璃容器中。
在氧化反应中（如与熱的鹼性高锰酸钾溶液），甲苯能由苯甲醇、苯甲醛而最终被氧化为苯甲酸。甲苯主要能进行自由基取代、亲电子取代和自由基加成反应。亲核反应则较少发生。
在受热或光辐射条件下，甲苯可以和某些反应物(如溴）在甲基上进行自由基取代反应。
甲苯与浓硫酸和浓硝酸的混合物能够发生取代反应，在30℃时，主要得到的是一硝基取代物邻硝基甲苯和对硝基甲苯；在加热条件下，反应生成烈性炸药2,4,6-三硝基甲苯(简称三硝基甲苯，即TNT):

## 安全
經動物實驗顯示，高量可能導致老鼠死亡。但工业甲苯中经常掺有少量苯。甲苯与苯这两种结构十分类似的化合物在毒性上却有极大的差异。与苯的氧化反应不同，甲苯的氧化反应基本都并不在苯环上，而在甲基上发生。因此，苯氧化后常产生的具有强致癌性的环氧化物，在甲苯的氧化物中极少出现。
- 侵入途径：吸入、食入、经皮吸收。
- 健康危害：对皮肤、粘膜有刺激性，对中枢神经系统有麻醉作用。
- 急性中毒：短时间内吸入较高浓度本品可出现眼及上呼吸道明显的刺激症状、眼结膜及咽部充血、头晕、头痛、恶心、呕吐、胸闷、四肢无力、步态蹒跚、意识模糊。重症者可有躁动、抽搐、昏迷。
- 慢性中毒：长期接触可能发生神经衰弱综合症、肝腫大，女性月经异常、皮肤干燥、龟裂、皮膚炎等。